# Möhrchen (Münze)
Möhrchen ist eine Sammelbezeichnung für Kleinmünzen, die vom 15. bis zum 17. Jahrhundert im Rheinland umliefen.
Dunkle oder schwarze Geldstücke mit hohem Anteil von Kupfer und damit geringem Wert trugen oft Bezeichnungen, die von ihrer Farbe und einer Metaphorisierung herrührten. Von dem im 13. Jahrhundert in Frankreich umlaufenden Turnos-Pfennig ging die lateinische Spottbezeichnung Mauri (von maurus „Mohr“) auf eine einseitig geprägte Heller-Münze über, die seit der ersten Hälfte des 15. Jahrhunderts in Erzbistum und Stadt Köln ausgegeben wurde, den Mauriculus seu niger thuronensis, „Möhrchen oder schwarze Turnose“. Das Möhrchen, oft auch Mörchen, behielt seine niederdeutschen und niederländischen Namen (morgin, mōrken, mörche, mürge, mure, more) bis zur Mitte des 17. Jahrhunderts. Der Name ging auf ähnliche Kleinmünzen anderer rheinischer Prägeherren, etwa der Erzbischöfe von Trier, über.